# Каза Монтанара (Анкона)
Каза Монтанара је насеље у Италији у округу Анкона, региону Марке.
Према процени из 2011. у насељу је живело 29 становника. Насеље се налази на надморској висини од 410 м.